# フランシスコ・デ・ウジョア
フランシスコ・デ・ウジョア（Francisco de Ulloa、1540年没）は、スペインの探検家。1539年にカリフォルニア湾を探検し、カリフォルニア（バハ・カリフォルニア半島）が島ではなく半島であることをはじめて確認したことで知られる。姓はウリョア、ウヨアとも。

## 生涯

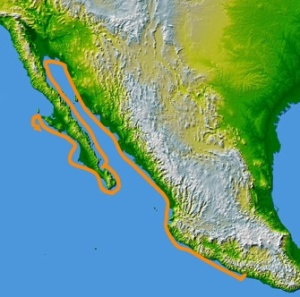
1539年のウジョアの航路

カリフォルニア湾探検以前のウジョアの前半生についてはほとんど不明であり、いつヌエバ・エスパーニャに渡ったかもわかっていない。ウジョアはスペインの海軍中佐であり、エルナン・コルテスと同時か、またはコルテスのすぐ後にメキシコに渡った。初期の文献のいくつかによれば、1520年のコルテスによるテノチティトラン征服を助けるためにテスココ湖に海軍を出動させたという。
コルテスの命令によって、ウジョアはメキシコ北部海岸を調査することになった。おそらくコルテスはウジョアにアニアン海峡やシボラの噂を調査するように頼んだらしい。ウジョアはトリニダード号、サンタ・アグエダ号、サン・トマス号の3隻の船によって1539年7月8日にアカプルコを出港した。しかし間もなく3隻のうちサン・トマス号が遭難した。ウジョアは残る2隻を修理のために停泊させ、9月12日に航海を再開した。航海開始から6か月後にカリフォルニア湾に到達し、そこを「コルテスの海」と名付けた。
ウジョアはカリフォルニア湾内を海岸線に沿って航行し、湾の奥のコロラド川の河口に至って、そこからバハ・カリフォルニア半島の海岸に沿って南下した。これによってウジョアは最初にカリフォルニアが島でなく半島であることを確認した西洋人になった。そこからさらにバハ・カリフォルニア半島の西岸を北上して北緯28度のセドロス島に到った。そこでウジョアは彼の書記であるフランシスコ・プレシアードを乗せたサンタ・アグエダ号を引きかえさせた。
その後ウジョアの乗ったトリニダード号がどうなったかはわかっていない。さらに北上したが行方不明になったとも、メキシコに戻ったがその後に船員に殺されたともいう。ベルナル・ディアス・デル・カスティリョによると、ウジョアはメキシコに帰る望みがなくなったと思った船員に刺されて1540年に死んだという。
無事に帰りついた書記はウジョアの航海記録を残した。北緯28度以北の探検はフアン・ロドリゲス・カブリリョによって継続された。また、エルナンド・デ・アラルコンはウジョアの航海記録にもとづいて1540年にコロラド川を遡行した。航海記録は1556年にイタリア語に翻訳されて出版された。英語訳は1803年に出版された。